# Дев'ятов Андрій Петрович
Андрій Петрович Дев'ятов (нар. 13 травня 1952, Москва, СРСР) — радянський діяч спецслужб, російський письменник, публіцист, військовий китаєзнавець і політолог. Заступник директора Інституту російсько-китайського стратегічного взаємодії. секретар Союзу військових китаєзнавців Росії. Член Союзу письменників Росії. Полковник у відставці.

## Біографія
Закінчив Військовий інститут іноземних мов.
Брав участь в арабо-ізраїльській війні 1973 року, після завершення якої став співробітником ГРУ Генерального штабу Міністерства оборони СРСР.
В 1976 році під дипломатичним прикриттям вперше був направлений в Китай. У цілому за час служби здійснив три військові відрядження, загальною тривалістю 11 років, а також ще 6 років жив як цивільна особа.
Дійсний член російського відділення Міжнародної академії дослідження майбутнього (Брюссель).

## Твори

### Книги
- Девятов А. П. {{{Заголовок}}}. — 3000 прим. — ISBN 5-9265-0062-1.
- Девятов А. П. {{{Заголовок}}}. — ISBN 5-89737-097-4.
- Девятов А. П., Мартиросян М. {{{Заголовок}}}. — 7000 прим. — ISBN 5-94538-042-3.
- Девятов А. П. {{{Заголовок}}}. — 3000 прим. — ISBN 5-699-05175-9.
- Девятов А. П. {{{Заголовок}}}.
- Девятов А. П. {{{Заголовок}}}.
- Девятов А. П. {{{Заголовок}}}. — 2000 прим. — ISBN 978-5-7873-0396-4.
- Радов-Ачлеев А., Девятов А. П. {{{Заголовок}}}. — ISBN 978-5-9533-2212-6.
- Девятов А. П. {{{Заголовок}}}. — ISBN 978-5-902617-52-5.
- Девятов А. П. {{{Заголовок}}}. — ISBN 978-5-902617-53-2.
- Девятов А. П. {{{Заголовок}}}. — ISBN 978-5-902617-51-8.
- Радов-Ачлеев А., Девятов А. П., Регентов Д. П. {{{Заголовок}}}. — ISBN 978-5-904799-16-8.
- Девятов А. П. {{{Заголовок}}}. — ISBN 978-5-904799-24-3.
- Девятов А. П. {{{Заголовок}}}. — ISBN 978-5-458-66681-7.
- Девятов А. П. {{{Заголовок}}}. — ISBN 978-5-904799-27-4.
- Девятов А. П. {{{Заголовок}}}. — ISBN 978-5-904799-23-6.
- Девятов А. П. {{{Заголовок}}}. — ISBN 978-5-904799-33-5.
- Девятов А. П. {{{Заголовок}}}. — 500 прим. — ISBN 978-5-91401-022-2.

### Статті
- Девятов А. П. {{{Заголовок}}}. — 500 прим. — ISBN 978-5-87140-262-7.
- Девятов А. П. {{{Заголовок}}}. — 500 прим. — ISBN 978-5-87140-262-7.
- Девятов А. П. «Мысли ротшильда» [Архівовано 26 грудня 2017 у Wayback Machine.] // «Академия Тринитаризма», М., Эл № 77-6567, публ.12353, 15.08.2005 (открытое письмо М. Л. Хазину по поводу статьи «Мысли Ротшильда. Попытка реконструкции», газета «Завтра», 03 августа 2005.№31.)
- Девятов А. П. Падение Порт-Артура, 100 лет спустя [Архівовано 30 січня 2018 у Wayback Machine.] // «Академия Тринитаризма», М., Эл № 77-6567, публ.12362, 17.08.2005
- Девятов А. П. Уроки Кронштадтского мятежа (к 1000-летию Казани) [Архівовано 11 січня 2018 у Wayback Machine.] // «Академия Тринитаризма», М., Эл № 77-6567, публ.12370, 19.08.2005
- Девятов А. П. Кто виноват и что делать [Архівовано 3 грудня 2017 у Wayback Machine.] // «Академия Тринитаризма», М., Эл № 77-6567, публ.19323, 26.07.2014
- Девятов А. П. Что делать России на пике мирового кризиса [Архівовано 14 жовтня 2017 у Wayback Machine.] // «Академия Тринитаризма», М., Эл № 77-6567, публ.19467, 27.08.2014
- Девятов А. П. Красный флаг победы. О символике Евразийского Союза [Архівовано 31 грудня 2017 у Wayback Machine.] // «Академия Тринитаризма», М., Эл № 77-6567, публ.19484, 31.08.2014
- Девятов А. П. Путь победы в войне смыслов [Архівовано 27 січня 2018 у Wayback Machine.] // «Академия Тринитаризма», М., Эл № 77-6567, публ.19823, 30.11.2014
- Девятов А. П. Новый валютный мир [Архівовано 31 грудня 2017 у Wayback Machine.] // «Академия Тринитаризма», М., Эл № 77-6567, публ.20490, 13.04.2015
- Девятов А. П. О чём умалчивает пропаганда [Архівовано 31 грудня 2017 у Wayback Machine.] // «Академия Тринитаризма», М., Эл № 77-6567, публ.20567, 12.05.2015
- Девятов А. П. О наведении порядка в знаках и символах-2 [Архівовано 19 лютого 2018 у Wayback Machine.] // «Академия Тринитаризма», М., Эл № 77-6567, публ.20740, 15.06.2015
- Девятов А. П. Геополитика и закон перемен [Архівовано 30 жовтня 2017 у Wayback Machine.] // «Академия Тринитаризма», М., Эл № 77-6567, публ.20780, 29.06.2015
- Девятов А. П. Для оценок саммита БРИКС в Уфе: Большевики-Ленинцы наших дней или Концепции и контрацептивы [Архівовано 14 жовтня 2017 у Wayback Machine.] // «Академия Тринитаризма», М., Эл № 77-6567, публ.20824, 09.07.2015
- Девятов А. П. От змия познания добра и зла к Софии - премудрости жить по совести [Архівовано 5 грудня 2017 у Wayback Machine.] // «Академия Тринитаризма», М., Эл № 77-6567, публ.20841, 13.07.2015
- Девятов А. П. Проект «Царства Правды» как образ будущего [Архівовано 1 січня 2018 у Wayback Machine.] // «Академия Тринитаризма», М., Эл № 77-6567, публ.20868, 18.07.2015
- Девятов А. П. Что же будет с родиной и с нами. О Большой войне — 2014 [Архівовано 31 грудня 2017 у Wayback Machine.] // «Академия Тринитаризма», М., Эл № 77-6567, публ.20898, 22.07.2015 (Глава 3.6. из книги "Анти-Киплинг")
- Девятов А. П. Стратагема для «Белого Царя» [Архівовано 16 лютого 2018 у Wayback Machine.] // «Академия Тринитаризма», М., Эл № 77-6567, публ.20981, 09.08.2015
- Девятов А. П. Хочешь мира – готовься к войне [Архівовано 15 вересня 2017 у Wayback Machine.] // «Академия Тринитаризма», М., Эл № 77-6567, публ.21113, 09.09.2015
- Девятов А. П. О потенциале троичной гармонии в отношениях ЕАЭС Китая и Запада [Архівовано 1 січня 2018 у Wayback Machine.] // «Академия Тринитаризма», М., Эл № 77-6567, публ.21205, 26.09.2015
- Девятов А. П. Новое мировое устройство [Архівовано 23 грудня 2017 у Wayback Machine.] // «Академия Тринитаризма», М., Эл № 77-6567, публ.21207, 27.09.2015
- Девятов А. П. Образ будущего как основание для оценки пути [Архівовано 27 лютого 2018 у Wayback Machine.] // «Академия Тринитаризма», М., Эл № 77-6567, публ.21375, 01.11.2015 (По итогам конференции «Аналитика в стратегическом развитии и безопасность России: Взгляд в будущее – 2030», Москва, Общественная палата РФ, 22.10.2015.)
- Девятов А. П. Барабаны войны, война барабанов, или о ком звонит колокол [Архівовано 14 жовтня 2017 у Wayback Machine.] // «Академия Тринитаризма», М., Эл № 77-6567, публ.21431, 16.11.2015
- Девятов А. П. Большая игра – опять о методах [Архівовано 18 лютого 2018 у Wayback Machine.] // «Академия Тринитаризма», М., Эл № 77-6567, публ.21439, 18.11.2015
- Девятов А. П. Перспективы светлые: России – Евразийский Союз; Китаю – Шелковый Путь; США – Америка для американцев; Политическому Исламу – Халифат [Архівовано 31 грудня 2017 у Wayback Machine.] // «Академия Тринитаризма», М., Эл № 77-6567, публ.21492, 29.11.2015
- Девятов А. П. Провожая год судьбы - 2015 [Архівовано 14 жовтня 2017 у Wayback Machine.] // «Академия Тринитаризма», М., Эл № 77-6567, публ.21600, 25.12.2015
- Девятов А. П. Раздвоение Единого или финансовая схема новой Орды [Архівовано 10 червня 2016 у Wayback Machine.] // «Академия Тринитаризма», М., Эл № 77-6567, публ.21635, 05.01.2016
- Девятов А. П. Оценка перспективы Евразийства – Новая Орда [Архівовано 31 грудня 2017 у Wayback Machine.] // «Академия Тринитаризма», М., Эл № 77-6567, публ.21788, 14.02.2016
- Девятов А. П. Бизнес по-китайски или где и почему китайцы одолевают россиян [Архівовано 31 грудня 2017 у Wayback Machine.] // «Академия Тринитаризма», М., Эл № 77-6567, публ.21863, 07.03.2016
- Девятов А. П. Шанхай почти не виден. О создании общего стратегического тыла РФ и КНР без оформления блоковых отношений против третьих стран [Архівовано 13 грудня 2017 у Wayback Machine.] // «Академия Тринитаризма», М., Эл № 77-6567, публ.22036, 25.04.2016 (Выступление на Международном форуме Сочи-2016: «На втором треке. Роль гражданского общества и общественной дипломатии в дальнейшем развитии и расширении Шанхайской организации сотрудничества (ШОС)» 19-20.04.16 )
- Девятов А. П. Станет ли Москва четвертым Римом или новой Ордой? [Архівовано 8 грудня 2017 у Wayback Machine.] // «Академия Тринитаризма», М., Эл № 77-6567, публ.22066, 04.05.2016
- Девятов А. П. Война символов в ритуале Победы. О судьбе либерализма в России [Архівовано 31 грудня 2017 у Wayback Machine.] // «Академия Тринитаризма», М., Эл № 77-6567, публ.22087, 10.05.2016